# قلعه میازو
قلعه میازو ((به ژاپنی: 宮津城, Miyazu-jō)) یک قلعه ژاپنی به سبک زمین مسطح  است که   در میازو، کیوتو،  استان کیوتو،  ژاپن قرار دارد. در زمان نبرد سکیگاهارا این قلعه در اختیار خاندان هوسوکاوا بود.